# Martin de Mil
Martin de Mil (Brugge, ca. 1550 – (?), na 1588) was een militair en dagboekschrijver aan het begin van de Tachtigjarige Oorlog. 

## Leven
Hij was de zoon van Martin de Mil (°1518) en diende in het regeringsleger. Onder Filips van Noircarmes nam hij in 1572 deel aan Don Frederiks veldtocht. Na het Beleg van Haarlem bleef hij in dienst om te strijden tegen de geuzen. 

## Dagboek
Het dagboek van De Mil, dat de periode 1564-1588 beslaat, is getranscribeerd door Gert Gielis en Pieter Serrien:
- Brussel, Koninklijke Bibliotheek, Ms. 15887-94 (Recueil et discours des choses memorables plus remarquables et au vrayes que jay vue et entendu depuis l'an 1564 et l'an 1588 en Pays Bas)